# Gnophos erschoffi
Gnophos erschoffi là một loài bướm đêm trong họ Geometridae.